# Comuna de Lipnica Murowana
Lipnica Murowana (polaco: Gmina Lipnica Murowana) é uma gminy (comuna) na Polónia, na voivodia de Pequena Polónia e no condado de Bocheński. A sede do condado é a cidade de Lipnica Murowana.
De acordo com os censos de 2004, a comuna tem 5466 habitantes, com uma densidade 90,2 hab/km².

## Área
Estende-se por uma área de 60,62 quilômetros quadrados, incluindo:
- área agricola: 53%
- área florestal: 38%

## Demografia
Dados de 30 de junho de 2004:
|                      | Total   | Total | Mulheres | Mulheres | Homens  | Homens |
| -------------------- | ------- | ----- | -------- | -------- | ------- | ------ |
|                      | pessoas | %     | pessoas  | %        | pessoas | %      |
| População            | 5466    | 100   | 2749     | 50,3     | 2717    | 49,7   |
| Densidade (pop./km²) | 90,2    | 100   | 45,3     | 45,3     | 44,8    | 44,8   |

De acordo com dados de 2002, o rendimento médio per capita ascendia a 1368,29 zł.

## Comunas vizinhas
- Czchów, Gnojnik, Iwkowa, Laskowa, Nowy Wiśnicz, Żegocina